# Усть-Таркский сельсовет
Усть-Таркский сельсовет — сельское поселение в Усть-Таркском районе Новосибирской области Российской Федерации.
Административный центр — село Усть-Тарка.

## История
Статус и границы сельского поселения установлены Законом Новосибирской области от 2 июня 2004 года № 200-ОЗ «О статусе и границах муниципальных образований Новосибирской области»

## Население
| 2002  | 2010  | 2012  | 2013  | 2014  | 2015  | 2016  |
| ----- | ----- | ----- | ----- | ----- | ----- | ----- |
| 4738  | ↘4134 | ↘4082 | ↘4036 | ↘4032 | ↗4068 | ↗4120 |
| 2017  | 2018  | 2019  | 2020  | 2021  |       |       |
| ↗4136 | ↘4111 | ↘4098 | ↘4080 | ↗4410 |       |       |

## Состав сельского поселения
| № | Населённый пункт | Тип населённого пункта       | Население |
| - | ---------------- | ---------------------------- | --------- |
| 1 | Богословка       | деревня                      | ↘315      |
| 2 | Усть-Тарка       | село, административный центр | ↗4054     |